# Myke Tavarres
Meiycaireon „Myke“ Tavarres (geb. 18. November 1992 in Lake Oswego, Oregon) ist ein American-Football-Spieler auf der Position des Linebackers. Er spielte College Football für die Arkansas Razorbacks und die University of the Incarnate Word Cardinals (NCAA Division I). Er war bei den Philadelphia Eagles in der NFL sowie bei Nebraska Danger in der Indoor Football League unter Vertrag. 2021 und 2022 spielte er in der European League of Football für die Barcelona Dragons und die Leipzig Kings.

## Karriere
Tavarres war an der Lakeridge High School im Ringen, in der Leichtathletik sowie im Football aktiv. In seinem letzten Jahr sammelte er 135 Tackles, fünf Sacks, eine Interception, zwei eroberte Bälle nach Fumbles und einen erzwungenen Fumble.
2011 schrieb sich Tavares beim College of the Siskiyous ein, einem Community College. In zwei Spielzeiten machte er 133 Tackles, sieben Sacks sowie drei Interceptions. 2013 spielte er für die Arkansas Razorbacks an der University of Arkansas in der Southeastern Conference (SEC). 2014 wechselte er an die University of the Incarnate Word. Bei den dortigen Cardinals kam er 2015 in zwölf Spielen der regulären Saison 66 Solo-Tackles, 22,5 Tackles für Raumverlust sowie 8,5 Sacks.
Beim NFL Draft 2016 wurde Tavares nicht berücksichtigt, aber anschließend von den Philadelphia Eagles verpflichtet. Er wurde in allen vier Vorbereitungsspielen eingesetzt und kam auf drei Tackles und einen Quarterback Hit. Etwas überraschend wurde er vor der eigentlichen Saison freigestellt. In der Presse wurde spekuliert, dass seine Entlassung im Zusammenhang mit Tavares Unterstützung für den Protest vom Colin Kaepernick stehen könne.
2017 stand Tavares bei den Hamilton Tiger-Cats in der Canadian Football League unter Vertrag, kam jedoch nicht zum Einsatz. In der Saison 2018 spielte er für die Nebraska Danger in der Indoor Football League.
Für die Saison 2021 schloss Tavares sich den Barcelona Dragons in der neu gegründeten European League of Football an. Mit 99 Tackles in neun Spielen war er zweitbester Spieler in dieser Statistik. Zur Saison 2022 wechselte er zu den Leipzig Kings. In zwölf Spielen kam er auf 94 Tackles, davon zwölf für Raumverlust, sowie acht Sacks.

### Statistiken
| Jahr                                     | Team                     | Spiele | Tackles | Tackles | Tackles | Tackles | Tackles | Interceptions | Interceptions | Interceptions | Interceptions | Fumbles | Fumbles |
| Jahr                                     | Team                     | Spiele | Total   | Solo    | Ast     | TFL     | Sack    | PD            | INT           | Yds           | TD            | FF      | FR      |
| ---------------------------------------- | ------------------------ | ------ | ------- | ------- | ------- | ------- | ------- | ------------- | ------------- | ------------- | ------------- | ------- | ------- |
| College Football                         |                          |        |         |         |         |         |         |               |               |               |               |         |         |
| 2011                                     | Siskiyous Eagles         |        | 82      |         |         | 12,5    | 2,5     |               | 2             |               |               | 1       | 2       |
| 2012                                     | Siskiyous Eagles         |        | 51      |         |         | 12,5    | 4,5     |               | 1             |               |               | 0       | 0       |
| 2015                                     | Incarnate Word Cardinals | 11     | 110     | 66      | 44      | 22,5    | 8,5     | 5             | 0             | 0             | 0             | 3       | 0       |
| College Gesamt                           | College Gesamt           |        | 243     |         |         | 47,5    | 15,5    |               | 3             |               |               | 4       | 0       |
| Quellen: 247sports.com, uiwcardinals.com |                          |        |         |         |         |         |         |               |               |               |               |         |         |

| Jahr                        | Team              | Spiele | Tackles | Tackles | Tackles | Tackles | Tackles | Interceptions | Interceptions | Interceptions | Interceptions | Fumbles | Fumbles |
| Jahr                        | Team              | Spiele | Total   | Solo    | Ast     | TFL     | Sack    | BrUp          | INT           | Yds           | TD            | FF      | FR      |
| --------------------------- | ----------------- | ------ | ------- | ------- | ------- | ------- | ------- | ------------- | ------------- | ------------- | ------------- | ------- | ------- |
| European League of Football |                   |        |         |         |         |         |         |               |               |               |               |         |         |
| 2021                        | Barcelona Dragons | 9      | 99      | 47      | 52      | 13      | 2,5     | 1             | 0             | 0             | 0             | 0       | 0       |
| 2022                        | Leipzig Kings     | 12     | 94      | 43      | 51      | 12      | 8,0     | 1             | 0             | 0             | 0             | 0       | 2       |
| ELF Gesamt                  | ELF Gesamt        | 21     | 193     | 90      | 103     | 25      | 10,5    | 2             | 0             | 0             | 0             | 0       | 2       |
| Quellen: sportsmetrics.com  |                   |        |         |         |         |         |         |               |               |               |               |         |         |